# Європейська конференція з інформаційної грамотності

Матеріали 5-ї Європейської конференції з інформаційної грамотності

5-а Європейська конференція з інформаційної грамотності в Сен-Мало, Франція. (Третя праворуч — д-р, проф. Онкович Ганна Володимирівна, член оргкомітету від України)

Проф. Серап Курбаноглу із Туреччини — Ініціатор проведення конференцій ECIL

Відкриття ІV конференції ECIL у Празі. На трибуні — постійний співголова Оргкомітету Соня Шпиранець із Хорватії.

Урочисте відкриття VІ конференції ECIL в м. Оулу (Фінляндія) 24 вересня 2018 р.

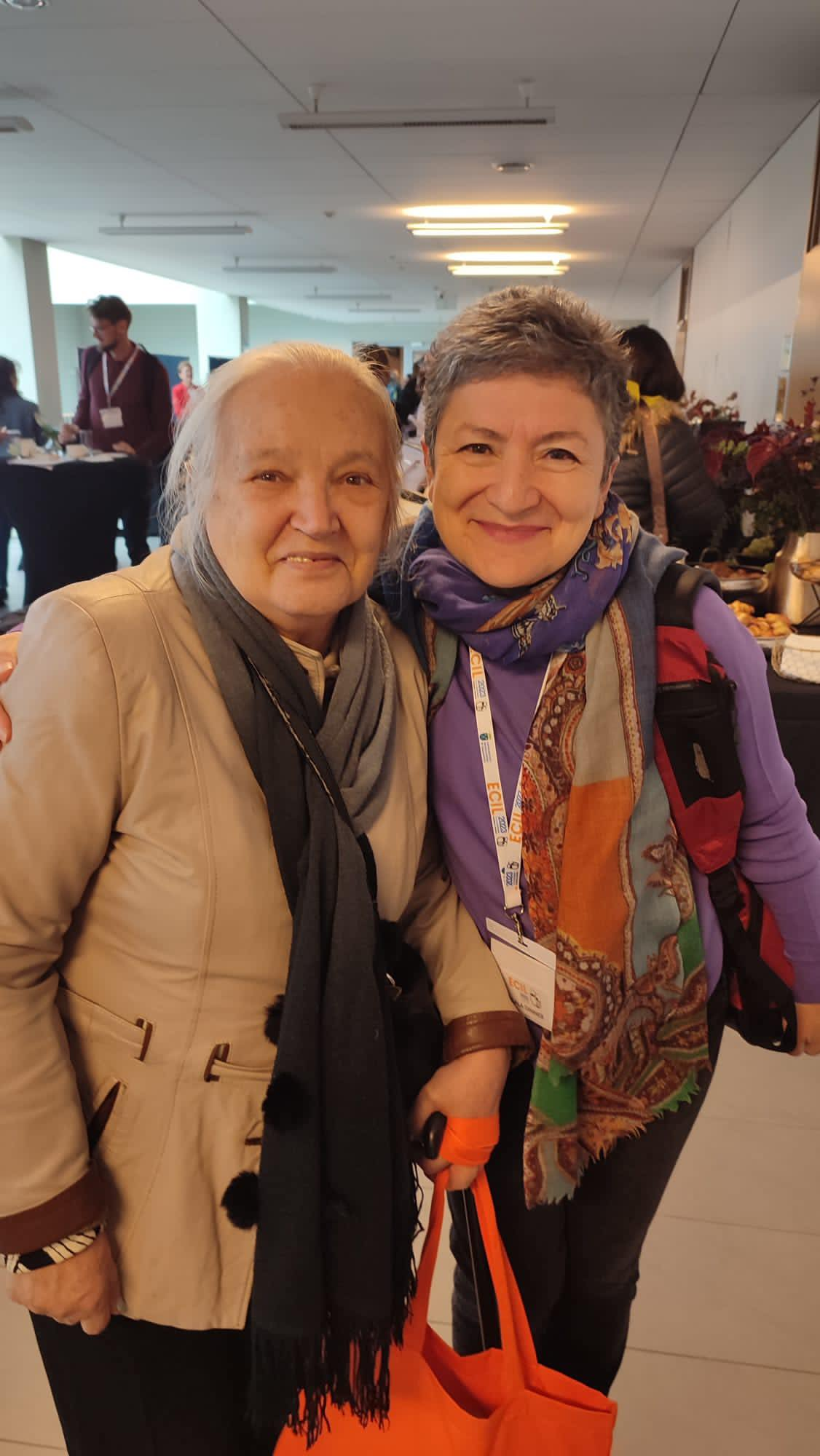
Проф. Ганна Онкович — член Оргкомітету Конференції від України і проф. Серап Курбаноглу із Туреччини — Ініціатор проведення конференцій ECIL на VІІІ конференції ECIL в м. Кракові (Польща) жовтень 2023 р.

Європейська конференція з інформаційної грамотності (ECIL — European Conference on Information Literacy) — міжнародна, постійно діюча конференція з проблематики ЮНЕСКО: Інформаційна грамотність (ІГ), медіаграмотність (МГ) і безперервне навчання (упродовж усього життя). ECIL-конференція підтримана ЮНЕСКО, ІФЛА та багатьма іншими престижними університетами, асоціаціями та організаціями, що беруть активну участь у розвитку медіа та інформаційної грамотності. Пол Ж. Зурковський — почесний голова конференції. Конференційні комісії включають понад сто видатних експертів з більш ніж шістдесяти країн. Мова конференції — англійська. Основне завдання конференції — об'єднати зусилля учених і фахівців у галузі інформації, медіа, педагогів, політиків, підприємців і всіх інших зацікавлених сторін з різних країн світу для обміну знаннями та досвідом.

## Загальний опис
Інформаційна грамотність (ІГ), медіаграмотність (МГ) і безперервне навчання (упродовж усього життя) були основною темою усіх конференцій ECIL, обговорювалися актуальні питання, останні події, досягнення теорії і передової практики за такими основними темами: Інформаційна грамотність (ІГ) та навчання протягом усього життя; ІГ у теоретичному контексті (моделі, стандарти, показники і т.ін.); ІГ і пов'язані з нею поняття (наскрізні компетенції, медіаграмотність, трансграмотність, метаграмотність, електронна грамотність, комп'ютерна грамотність, цифрова грамотність, наукова грамотність, візуальна грамотність і т.ін.); Медіа та інформаційна грамотність (МІГ) як нова концепція; Дослідження ІГ (методи і прийоми); Пошук інформації та інформаційна поведінка; Кращий досвід у сфері ІГ; Мережева ІГ і робота в мережі; Політика ІГ і політика розвитку; ІГ і бібліотеки (бібліотеки коледжів та університетські бібліотеки, шкільні бібліотеки, публічні бібліотеки, спеціальні бібліотеки); ІГ та бібліотечно-інформаційна освіта; ІГ та управління знаннями; ІГ у різних дисциплінах; ІГ у різних культурах і країнах; ІГ у різних контекстах (юридичному, медичному та ін.); ІГ та освіта (Болонський процес і т.ін.); Планування стратегії ІГ (просування і маркетинг, підготовка інструкторів, партнерство, співпраця в рамках професії, педагогічної освіти, інтеграції в навчальні програми); Навчання ІГ (технології та методи навчання, педагогічне проектування, розробляння навчальних програм, вимірювання та оцінка, вебнавчання, електронне навчання); Навчання ІГ у різних секторах (середня, вища освіта, професійна освіта); ІГ на робочому місці; Інформаційна грамотність для дорослих; ІГ для проблемних (уразливих) груп; ІГ для полікультурних спільнот; ІГ та етичні та соціальні питання; ІГ і демократія; ІГ і цифровий розрив; ІГ і нові технології та інструменти (Web 2.0, Web 3.0, мобільні технології).
Конференція передбачає різні типи участі, такі як: ключова доповідь; постери; представлення передового педагогічного досвіду; семінари; панельні дискусії; формати «PechaKucha»; майстер-класи запрошених педагогів-практиків; тренінги; презентації видань; форум докторантів та ін.
Кожен формат має різні вимоги та обмеження за обсягом, розподілом часу та змістом. Це розмаїття форм для спілкування свідчить, що на часі вести мову про конференцію не тільки як про медіапродукт, завдяки якому відбувається професійне спілкування, а й як про інтерактивну медіаосвітню технологію… Доповіді у режимі пленарного засідання. Це, переважно, науково-дослідні роботи або поглиблений огляд літератури. Постери в основному складалися з представлення результатів, одержаних в ході роботи або представляли свіжі інноваційні розробки. Їх можна було обговорювати разом з авторами під час презентації. PechaKucha: Включає в себе в основному звіти про хід роботи, свіжі напрацювання з інновацій та передового досвіду. Це короткий виступ, дуже концентрований, візуально привабливий з пред'явленням слайд-шоу (20 слайдів по 20 секунд для кожного слайда), загальною тривалістю 6 хвилин 40 секунд, майстер-класи, зустрічі з «класиками» (зокрема — з автором поняття «інформаційна грамотність» Paul G.Zurkowski), постери (деякі з них у зменшеному форматі можна взяти з собою), розіграш у лотерею нових і актуальних книжок з інформаційної грамотності, презентація видавництв тощо.
Спеціальні сесії з практичного досвіду організовані з тим, щоб дослідники могли поділитися своїми набутками. Семінари включали активну участь і обговорення з акцентом на учасників, які спроможні розвинути навички або практичні ідеї для майбутньої реалізації у власній практиці. Дискусії з окремих тем конференції проходили й у форматі панелі. Спеціальні сесії складаються з декількох доповідей з конкретних тем-напрямів. Докторський форум: Короткі виступи або критичний огляд літератури з теми дослідження чи науково-дослідної проблеми, методології дослідження і роботи, виконаної аспірантами. Відбір доповідей базувався на 500 словах заздалегідь надісланої анотації. Форуми фіксують необхідність регулярного обговорення актуальних проблем для популяризації мереж співпраці і нових спільних зусиль, пов'язаних із проблематикою досліджень, політикою і тематичних уподобань. Наголошувалося на можливості об'єднати зусилля для актуалізації цілісного підходу щодо впровадження медіаосвіти і визначити спільні цілі у розвитку медіаграмотності…

## Перелік Конференцій ECIL, що відбулися
- Перша Європейська конференція з інформаційної грамотності (ECIL) відбувалася 22 — 25 жовтня 2013 р. у Стамбулі (Туреччина). У першому науковому зібранні (2013 р.) взяли участь 367 учасників з 57 країн світу. Найбільша кількість учасників представляли США (46 осіб), Туреччину (37), Англію (24), Норвегію (19). 9 країн були представлені по одному учаснику.

- Друга Конференція ECIL — 20-23 жовтня 2014 року в Дубровнику (Хорватія). Організаторами конференції виступили Департамент інформаційного менеджменту Університету Хаджеттепе (Туреччина) і Департамент інформаційних і комунікаційних наук Університету Загреба (Хорватія). Кількість учасників і країн у другій конференції була трохи меншою, однак найбільша кількість учасників знову була з США (41 особа), а також із Хорватії (38), Англії (19), Німеччини (14), Об'єднаних Арабських Еміратів (13). 15 країн були представлені по одному учаснику. На відміну від попереднього наукового форуму, у конференції в Дубровнику значна кількість доповідей виголошувалася двома-чотирма мовцями, причому часто вони представляли різні країни.[1]

- Третя Конференція ECIL — 19-22 жовтня 2015 року в Таллінні (Естонія). Організаторами конференції виступили Департамент інформаційного менеджменту Університету Хаджеттепе (Туреччина) і Департамент інформаційних і комунікаційних наук Університету Загреба (Хорватія). До проведення Конференції ECIL 2015 долучився Інститут інформаційних досліджень Талліннського університету. Конференція відбулася в Талліннському університеті під патронатом ЮНЕСКО та ІФЛА. Проходила під гаслом «зелена конференція», оскільки Талліннський університет приєднався до ініціативи «Зелених академічних слідів» Мережі університетів зі столиць Європи (UNICA), щоб взяти участь у процесі формування принципів сталого розвитку, що є частиною повсякденного життя. Ця стратегічна ініціація давала можливість тісно співпрацювати з лідерами громадської думки, розробниками політики, спільнотами, компаніями та іншими університетами, оскільки оргіназуатори поділялють зелену практику, спрямовану на зменшення світового екологічного майна.
- Четверта Конференція ECIL — 10-13 жовтня 2016 року в Празі (Чехія). До організаторів Четвертої конференції ECIL (Департамент інформаційного менеджменту Університету Хаджеттепе (Туреччина) і Департамент інформаційних і комунікаційних наук Університету Загреба (Хорватія)) долучилася Асоціація бібліотек чеських університетів — ALCU (Asociace knihoven vysokých škol — AKVŠ). Основною темою конференції була — Інформаційна грамотність у «Інклюзивному суспільстві». Також відбувся обмін знаннями та досвідом, обговорення останніх подій та поточних проблем як в теорії, так і в практиці.
- П'ята Конференція ECIL — 18-21 вересня 2017 року в Сен-Мало (Франція). Основною темою П'ятої конференції ECIL була є інформаційна грамотність на робочому місці. До організаторів Четвертої конференції ECIL
- Шоста Конференція ECIL — 24-27 вересня 2018 р. Оулу (Фінляндія). Її організував Департамент інформаційного управління в Хаджеттепе університеті, кафедра інформаційних і комунікаційних наук університету в Загребі, Асоціація з інформаційної грамотності, а також Департамент інформаційних і комунікаційних досліджень Університету Оулу. Ця конференція отримала підтримку Федерації фінських наукових товариств, наданих Міністерством освіти і культури.

Від України в цих конференціях взяли участь по дві особи: Л. А. Найдьонова і Г. В. Онкович — у Стамбулі, О. В. Каліцева і Г. В. Онкович — у Дубровнику, Ю.Горун і Г. В. Онкович — у Таллінні. В усіх конференціях від України брав участь один представник — Г. В. Онкович, член постійного Оргкомітету Форуму.
До організації конференції залучаються професійні фірми. Корпоративні вітрини та виставки на конференції призначаються для компаній, щоб представити останні події, додатки, продукти та послуги.

## Сьома Конференція ECIL
Сьому Конференцію — ECIL 2021 у зв'язку з пандемією COVID організатори вирішили проводити в режимі онлайн 20-23 вересня 2021 року
Раніше Сьому Конференцію ECIL — планували на 21-24 вересня 2020 р. у Німеччині в м. Бамберг.

## Восьма Конференція ECIL
Восьма європейська конференція з інформаційної грамотності відбулася 9-12 жовтня 2023 р., Краків, Польща: (ECIL)
Основні теми конференції включають (але не обмежуються) наступне: Інформаційна грамотність в різних контекстах повсякденного життя (хобі, мистецтво, саморозвиток, спорт, фізичні вправи, кулінарія, домашня робота тощо);
Інформаційна грамотність та активне громадянство;
Інформаційна грамотність та здоров'я та благополуччя;
Інформаційна грамотність для різних груп (дорослі, діти, молодь, малозабезпечені групи);
Інформаційна грамотність у різних культурах та країнах;
Інформаційна грамотність та етичні / соціальні проблеми;
Критичні погляди на інформаційну грамотність у контексті повсякденного життя;
Інформаційна грамотність та неоліберальна програма;
Інформаційна грамотність та розширення можливостей цифрових технологій;
Інформаційна грамотність та транс / інтер / мультикультуралізм;
Інформаційна грамотність та залучення громад;
Інформаційна грамотність та соціальні зміни;
Інформаційна грамотність та демократія, громадянство, активна участь;
Інформаційна грамотність як емансипаційна педагогіка;
Інформаційна грамотність та інклюзивна освіта;
Інформаційна грамотність, бібліотеки, громадська сфера;
Інформаційна грамотність та навчання протягом усього життя;
Інформаційна грамотність на робочому місці;
Інформаційна грамотність та працездатність;
Інформаційна грамотність у теоретичному контексті (моделі, стандарти, показники);
Інформаційна грамотність та пов'язані з нею поняття (трансверсальні компетенції, грамотність в засобах масової інформації, грамотність в даних, громадянська грамотність, транслітерація, метатетература, електронна; грамотність, цифрова грамотність, комп'ютерна грамотність, наукова грамотність, грамотність);
Дослідження інформаційної грамотності (стратегії досліджень, методології та методів);
Пошук інформації та поведінка інформації;
Надзвичайна практика інформаційної грамотності;
Інформаційно-грамотні мережі та мережі;
Політика інформаційної грамотності та розробка політики;
Інформаційна грамотність та бібліотеки (наукові бібліотеки, бібліотеки університетів та коледжів, публічні бібліотеки, спеціальні бібліотеки, шкільні бібліотеки);
Інформаційна грамотність та освіта LIS;
Інформаційна грамотність та управління інформацією та знаннями;
Інформаційна грамотність у різних дисциплінах;
Інформаційна грамотність та освіта;
Освіта з інформаційної грамотності у різних секторах (К-12, вища освіта, професійна освіта);
Навчання з інформаційної грамотності (розробка навчальних програм, навчальний дизайн, методи та методи навчання, навчання в Інтернеті, е-навчання, вимірювання та оцінка, просування та маркетинг, навчання тренерів, партнерство, співпраця між професіями, педагогічна освіта, інтеграція до навчальних програм);
Інформаційна грамотність та нові технології;
Інформаційна грамотність в майбутньому.

## ЛІТЕРАТУРА
- Paris Declaration on Media and Information Literacy. [Электронний ресурс] (режим доступу: http://www.unesco.org/new/fileadmin/MULTIMEDIA/HQ/CI/CI/pdf/news/paris_mil_declaration.pdf [Архівовано 14 травня 2017 у Wayback Machine.]; Paris Declaration on Media and Information Literacy in the Digital Era https://web.archive.org/web/20180308041355/http://www.nordicom.gu.se/en/clearinghouse/paris-declaration-media-and-information-literacy-digital-era-0

- Ганна Онкович, Олена Каліцева. Наукова конференція як медіаосвітня технологія // Проблеми освіти: Наук. зб. / Інститут інноваційних технологій і змісту освіти МОН України, — К., 2015. — Випуск № 80, Ч.2 — 326 с. — С.211 — 216.

- Онкович Г. В. Наукова конференція як інтерактивна медіаосвітня технологія // Організація діяльності випускової кафедри в умовах інтеграції освіти // Збірник матеріалів круглого стола, м. Київ, 25 вересня 2014 р. / Редкол. Г. В. Онкович, А. Б. Кондрашихін, І. М. Мельникова, В. Є. Виноградова. — К.: Інститут вищої освіти НАПН України, 2015. — 112 с. — С. 73 — 75.

- Онкович, Ганна, Калицева, Елена. Европейская конференция по информационной грамотности (ECIL) // Европейская конференция по информационной грамотности (ECIL), 20 — 23 октября 2014 г. (Дубровник, Хорватия) // Медиаобразование, 2015. — № 3. — 13 — 16.

- Онкович А. В. Медийная и информационная грамотность в цифровую эпоху: на пороге глобального прорыва. ЮНЕСКО — 2014. А. В. Онкович/ Медиаобразование, 2014. — № 4. — С. 9 — 14; Онкович, Ганна. Медийная и информационная грамотность в цифровую эпоху: на пороге глобального прорыва. ЮНЕСКО — 2014. [Электронний ресурс] (режим доступу: http://mediagram.ru/news/text_527.html [Архівовано 15 липня 2018 у Wayback Machine.], дата звернення 19.11.2014).
- European Conference on, Information Literacy (ECIL) Istanbul, Turkey. 22-25 October 2013 [Архівовано 10 березня 2018 у Wayback Machine.]
- Друга Конференція ECIL — 20-23 жовтня 2014 року в Дубровнику (Хорватія) [Архівовано 10 березня 2018 у Wayback Machine.]
- Третя Конференція ECIL — в Таллінні (Естонія),2015 р. [Архівовано 10 березня 2018 у Wayback Machine.]
- Четверта Конференція ECIL — в Празі (Чехія), 2016 р. [Архівовано 10 березня 2018 у Wayback Machine.]
- П'ята Конференція ECIL — в Сен-Мало (Франція), 2017 р. [Архівовано 10 березня 2018 у Wayback Machine.]
- European Conference on Information Literacy (ECIL) September 24-27, 2018, Oulu, Finland [Архівовано 16 березня 2018 у Wayback Machine.]
- Information Literacy: Lifelong Learning and Digital Citizenship in the 21st Century [Архівовано 10 березня 2018 у Wayback Machine.]
- Information Literacy: Key to an Inclusive Society [Архівовано 10 березня 2018 у Wayback Machine.]